# Irving Janis
Irving L. Janis (ur. 26 maja 1918 w Buffalo, zm. 15 listopada 1990 w Santa Rosa) – psycholog, badacz na Uniwersytecie Yale i profesor honorowy Uniwersytetu Kalifornijskiego w Berkeley. 
Sławę przyniosła mu jego teoria o myśleniu grupowym. Opisał regularne błędy popełniane przez grupy podejmujące decyzje kolektywne, na przykładzie najbardziej spektakularnych niepowodzeń amerykańskiej polityki zagranicznej. Przeszedł na emeryturę w 1986.
Współpracował również z Carlem Hovlandem w czasie badań nad zmiennością postaw, między innymi nad efektem uśpienia.